# Paderborn
Paderborn [pʿɑdɐˈbɔʶn] és una ciutat a l'est de Renania del Nord-Westfàlia, Alemanya, capital del districte de Paderborn. El nom de la ciutat deriva del riu Pader i Born, un antic terme alemany per a la font d'un riu. El riu Pader neix en més de 200 fonts prop de la catedral de Paderborn, on St. Liborius està enterrat.

## Història
Paderborn va ser fundada com a bisbat per Carlemany l'any 795, encara que la seva història oficial va començar l'any 777 quan Carlemany va construir un castell prop de les fonts de Paderborn. L'any 799 el Papa Lleó III va fugir dels seus enemics a Roma i va arribar a Paderborn, on va conèixer Carlemany, i s'hi va quedar tres mesos. Va ser durant aquest temps quan es va decidir que Carlemany seria coronat emperador. Carlemany va reintegrar a Lleó a Roma l'any 800 i va ser coronat com a Emperador del Sacre Imperi Romanogermànic per Lleó a canvi. L'any 836, St. Liborius es va convertir en el sant patró de Paderborn després que els seus ossos foren traslladats allà des de Le Mans pel bisbe Badurad. Cada any es commemora Sant Libor a Paderborn al juliol amb el Liborifest. El bisbe de Paderborn, Meinwerk, es va convertir en un príncep de l'Imperi l'any 1100. El bisbe va fer construir diversos edificis grans, i la zona es va convertir en un lloc per als emperadors.
Després de conquerida als saxons per Carlemany, va ésser lloc de celebració de la dieta (Reichtstag) del Regne dels Francs el 777 i més tard seu d'un bisbat i arquebisbat amb poder temporal. L'emperador Frederic II va concedir el 1247 al bisbe Simó I de Lippe el títol de „bisbe príncep (Fürstbischof)“. Fou el primer bisbe de Paderborn en portar aquest títol. El principat episcopal va durar fins al 1802/1803, anys en què fou annexat per Prússia. Aquesta annexió fou reconeguda el 1815 com a definitiva pels participants en el Congrés de Viena. L'any 1930 el bisbat de Paderborn fou elevat a arquebisbat. D'aleshores ençà Paderborn és la seu de la província eclesiàstica de l'Alemanya central o província eclesiàstica de Paderborn (Mitteldeutsche Kirchenprovinz, Kirchenprovinz Paderborn), que engloba els bisbats de Fulda, Magdeburg i Erfurt. L'actual arquebisbe és en Hans-Josef Becker.
Durant la Segona Guerra Mundial, Paderborn va ser bombardejada per avions aliats el 1944 i el 1945, donant lloc a una destrucció del 85%, incloent molts dels edificis històrics. Va ser capturat per la 3a Divisió Blindada després d'una batalla del 31 de març a l'1 d'abril de 1945, en la qual es van utilitzar tancs i llançaflames durant els assalts combinats d'infanteria i mecanitzat contra els assalts del sud-oest i sud-oest de la ciutat.
Després de la reconstrucció de la ciutat a les dècades de 1940 i 1950, Paderborn es va convertir en una important seu industrial de Westfàlia. L'exèrcit britànic va mantenir una presència important a la zona fins al 2020, quan les unitats britàniques es van traslladar de nou al Regne Unit. Només queda un petit personal de formació i habilitació a Paderborn per facilitar els desplegaments temporals per utilitzar l'Àrea d'entrenament de Sennelager.
El 20 de maig de 2022, Paderborn va ser colpejat per un tornado perjudicial, que va deixar 38 ferits i danys considerables al seu pas.

## Persones il·lustres
- Friedrich Marpurg (1825-1884) compositor musical.
- Heinrich Aldegrever, pintor i gravador
- George Christian Bachmann (1804-1842) clarinetista, pedagog i constructor d'instruments musicals.
- Robert Lindemann (1884-1975) clarinetista de la Simfònica de Filadèlfia.